# كابوت (فيرمونت)
كابوت (بالإنجليزية: Cabot, Vermont)‏ هي بلدة تقع بولاية فيرمونت في الولايات المتحدة. تبلغ مساحتها 99.8 (كم²)، وترتفع عن سطح البحر 406 م، بلغ عدد سكانها 1433 نسمة في عام 2010 حسب إحصاء مكتب تعداد الولايات المتحدة .

## وصلات خارجية
- www.cabotvt.us
- The US50 - Cities and Towns in Vermont State
- Vermont Cities and Towns, Facts, Map, Flag, Colleges, Government, and More